# Newa-Polka
Die Newa-Polka ist eine Polka-française von Johann Strauss Sohn (op. 288). Das Werk wurde am 22. September 1864 in Pawlowsk in Russland erstmals aufgeführt.

## Einzelnachweis
1. ↑  Quelle: Englische Version des Booklets (Seite 108) in der 52 CDs umfassenden Gesamtausgabe der Orchesterwerke von Johann Strauß (Sohn), Hrsg. Naxos (Label). Das Werk ist als fünfter Titel auf der 41. CD zu hören.